# لی دا یونگ
لی دا یونگ (کره‌ای: 이다영؛ زادهٔ ۱۵ اکتبر ۱۹۹۶) بازیکن والیبال اهل کره جنوبی است. خواهر دو قلوی او لی جه یونگ نیز بازیکن والیبال است.